# Štefan Leonard Kostelničák
Štefan Leonard Kostelničák (též Štefan Leonard Kostelníček, 14. února 1900 Spišská Stará Ves – 19. září 1949 Košice) byl slovenský malíř a ilustrátor specializující se především na tvorbu s folklórních ornamentů. Rovněž byl významným aktivistou za práva menšiny LGBT a krátce také vydavatelem queer časopisu Kamarád. Za delikty na základě své, tehdy kriminalizované, sexuální orientace byl pak opakovaně vězněn. 

## Život

### Mládí
Narodil se ve Spišské Staré Vsi na východním Slovensku do nemajetné rodiny jako jedno z devíti dětí. Od mládí projevoval nadání ke kreslení. Vystudoval gymnázium v Levoči, vydal se však nejprve na kněžskou dráhu a nastoupil do semináře františkánského kláštera v Trnavě. Zde také přijal řeholní jméno Leonard, které pak po celý život užíval. Seminář dostudoval, řeholi však předčasně opustil.  

### V Košicích
Od roku 1925 potom žil v Košicích, kde docházel na semináře malby Eugena Króna a roku 1926 si zde pak zařídil vlastní ateliér na košické Hlavní ulici. Zabýval se především tvorbou pohlednic či ornamentálních grafik, kterými mj. vyzdobil reprodukovaná vydání dokumentů Pittsburské dohody a Martinské deklarace, zásadních dokumentů pro vznik Československa. Roku 1927 byl potom obviněn z homosexuálního styku a ačkoliv byl posléze obvinění zproštěn, rozhodl se Košice opustit. 

### Na Moravě

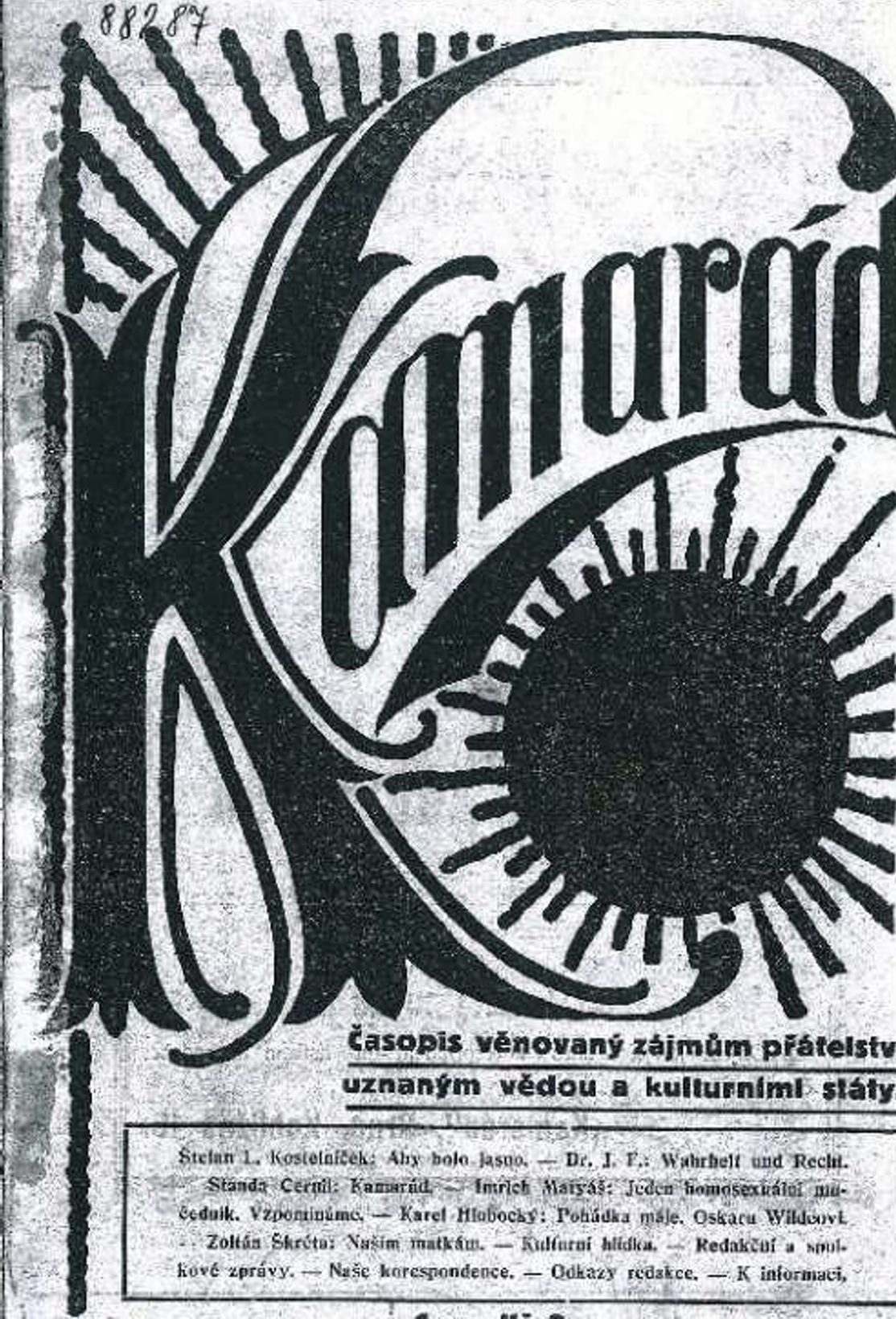
Obálka prvního čísla časopisu Kamarád, ilustrovaná Kostelničákem

Následně se přesunul do Brna, kde nadále výtvarně tvořil, své příjmení si na Moravě změnil na česky znějící Kostelníček. Roku 1932 zde založil a krátce vedl Kamarád, periodikum věnované emancipaci LGBT sexuálních menšin. Byl inspirován listem Hlas sexuální menšiny, který poprvé vyšel v Praze v roce 1931. Spolu s časopisem z Kostelníčkovy iniciativy vznikla Československá liga za sexuální nápravu (ČLSR), která byla aktivní součástí Světové ligy za sexuální nápravu. Pátý a poslední sjezd Světové ligy se konal v Brně ve dnech 20. až 26. listopadu 1932, při té příležitosti navštívil redakci Kamaráda na sjezdu vystupující německý lékař a sexuolog Magnus Hirschfeld. Listo obsahoval mj. emancipační, organizační a agitační texty, beletrii, osobní inzeráty, inzeráty na brněnské obchody spřízněné s gay komunitou a také propagační text k prvnímu českému lesbickému románu Lídy Merlínové Vyhnanci lásky z roku 1929. Kostelníček v prvním čísle magazínu uveřejnil text Aby bolo jasno, kde se otevřeně staví proti diskriminaci gayů a leseb.  
Časopis i spolek skončily svou činnost poté, co byl Kostelníček 22. července 1932 po udání ze strany partnera zatčen a odsouzen k nepodmíněnému ročnímu vězení těžkého žaláře za homosexualitu a zpronevěru. Po propuštění v létě 1933 se z Brna přestěhoval do Prostějova. Byl však nadále sledován policií a roku 1935 opětovně zatčen a odsouzen v Olomouci na pět měsíců vězení za obvinění z homosexuálních styků.  

### Zpět na Slovensku

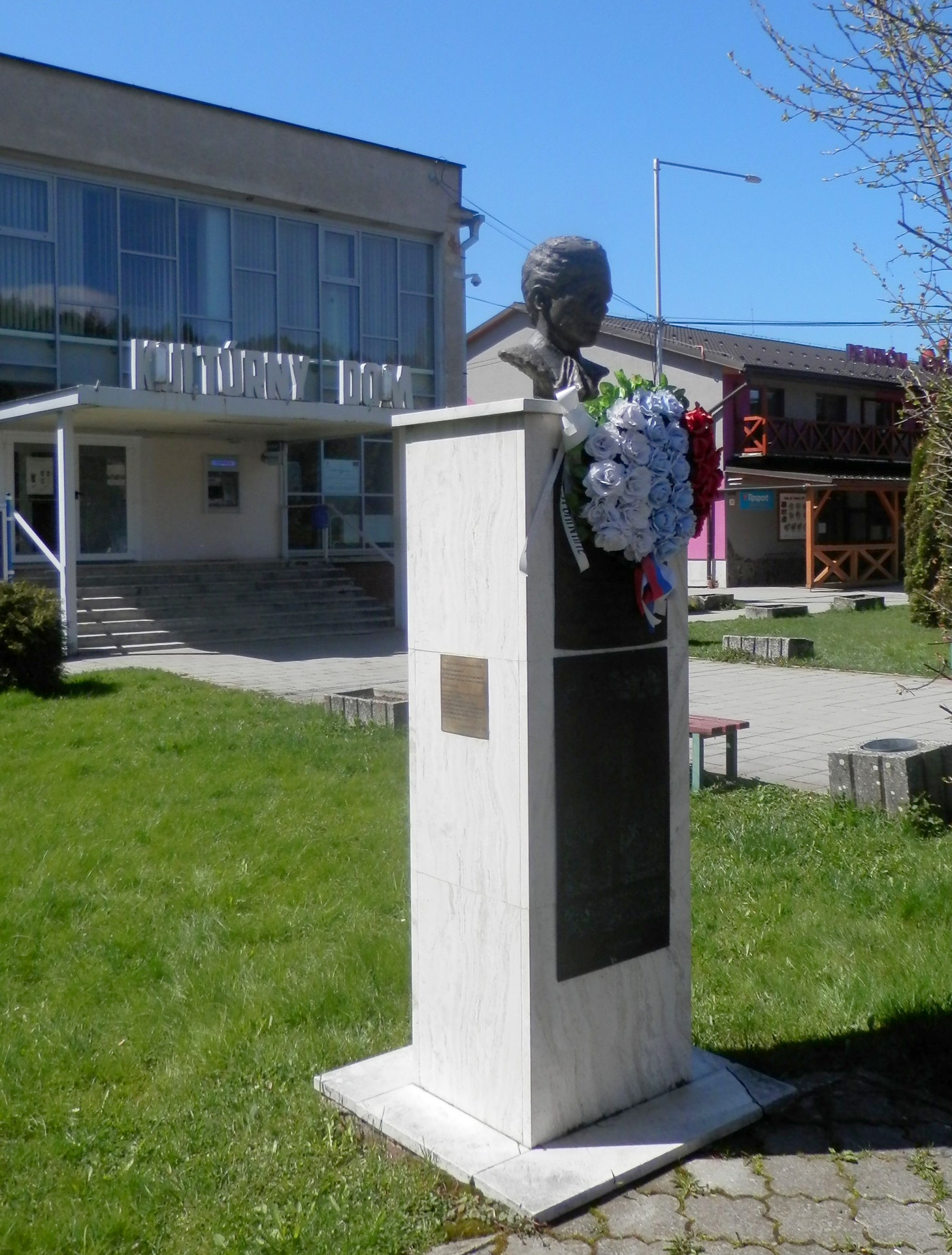
Kostelničákova busta před kulturním domem ve Spišské Staré Vsi

V době trvání tzv. Slovenského štátu, fašistického režimu na Slovensku během druhé světové války, žil v Bratislavě a nadále se věnoval malířské a grafické tvorbě. Pro svou uměleckou orientaci na folklórní motivy byl v tomto období úspěšný a režimem vyzdvihovaný. Předchozí kriminální stíhání proti němu patrně nebyla nijak výrazněji využita. Na Slovensku žil i po osvobození Československa roku 1945. V dalších letech pak těžce sháněl zakázky.

### Úmrtí
V září 1949 přijel navštívit svého bratra do Košic. 19. září zde ve spánku ve věku 49 let zemřel. Pohřben byl v rodné Spišské Staré Vsi.  
Roku 2002 byl Kostelničákovi ve Spišské Staré Vsi odhalen pomník v podobě jeho busty na kamenném podstavci.    